# Wilhelm Drumann
Wilhelm Karl August Drumann, född 11 juli 1786 i Danstedt vid Halberstadt, död 29 juli 1861 i Königsberg, var en tysk historiker.
Drumann var vid Königsbergs universitet 1817–1821 extra ordinarie och 1821–1856 ordinarie professor. Han författade bland annat Geschichte Roms in seinem Übergange von der republikanischen zur monarchischen Verfassung, oder Pompejus, Caesar, Cicero und inre Zeitgenossen (sex band, 1834–1844; andra upplagan, ombesörjd av Paul Gröbe, 1899 ff.).